# PlayStation Portable
PlayStation Portable ili PSP prijenosna je igraća konzola koju je proizvodio i prodavao Sony Computer Entertainment do prosinca 2014.
Konzola je puštena u prodaju 2004. godine. Do danas je izašla u 4 hardverske revizije: PSP1000, PSP2000, PSP3000, PSP Go i PSP E1000 (novije su potisnule prethodne s tržišta). Konkurent u toj generaciji mu je bio Nintendo DS.
S lijeve strane konzole nalaze se četiri upravljačke strelice, tzv. D-pad. U sredini je ekran, a s desne su strane PS gumbi: zeleni trokut, crveni krug, plavi X i ljubičasti kvadrat.
PSP podržava samo UMD (Universal Media Disc) igre. PSP Go ne podržava UMD, jer su igre dostupne samo u digitalnom obliku. Igre može igrati više osoba istovremeno preko WLAN-a. Pored igara, konzola podupire slušanje glazbe, pregled slika i videozapisa te pretraživanje interneta, ako mu se može pristupiti (pristup internetu je bio kontroverzan, jer je dijete moglo lako pristupiti stranicama neprimjerennima za njegovu dob).

## Vanjske poveznice
- Službena stranica  Arhivirana inačica izvorne stranice od 19. svibnja 2009. (Wayback Machine) (hrv.)